# Olympiska vinterspelen 1924
Olympiska vinterspelen 1924 var de första i ordningen och de arrangerades i Chamonix i Frankrike. De var under IOK:s beskydd och huvudarrangör var den franska olympiska kommittén, som det året också arrangerade sommar-OS i Paris.
Det fanns dock ett motstånd mot arrangemang av olympiska vinterspel, inte minst från de nordiska länderna, så 1924 gick de under namnet Internationella vintersportveckan. Spelen betraktades som lyckade och året därpå beslutade IOK att spelen i Chamonix 1924 skulle få officiell status som den första upplagan av de olympiska vinterspelen.
Spelen hade 10 004 betalande åskådare.

## Nordiska ländernas deltagande
Norge sände en väl förberedd trupp till tävlingarna och de kom också att totalt dominera såväl skidtävlingarna som hastighetsåkningen på skridskor. De svenska skidåkarna kom dåligt förberedda och terrängbanornas svårighetsgrad kom som en total överraskning. De nya skidorna var kortare än förut och svenskar och finländare hade haft liten tid till träning på de nya skidorna och de blev totalt utklassade av de norska åkarna.
Något som ter sig märkligt är att de bästa svenska idrottsmännen stannade hemma i Sverige för de samtidigt anordnade distriktsmästerskapen och de bästa ishockeyspelarna föredrog bandymatcher hemma i Sverige framför att delta i spelen i Chamonix. Då ska man inte glömma bort att vinterspelen i Chamonix inte var olympiska vid själva tävlingarnas genomförande utan klassades som sådana retroaktivt. De svenska ishockeyreserverna var av så svag klass att man föredrog att spela utan avbytare i match efter match och det var knappast att förvåna sig över att de svenska spelarna blev rejält slutkörda, trots ledning med 3–1 i matchen om tredje pris mot Storbritannien förlorade man med 4–3.

## Höjdpunkter
På spelens andra dag avgjordes den första grenen. Den första guldmedaljen i olympiska vinterspelen vanns av amerikanen Charles Jewtraw i skridskotävlingarnas 500 meter. Sonja Henie, endast elva år gammal, deltog i damernas konståkning den fjärde dagen. Hon slutade sist men blev populär bland åskådarna, och vid nästa olympiska vinterspel vann hon guld.
Gillis Grafström hamnade i en unik situation på den sjätte dagen då han blev den första någonsin att försvara ett guld från ett sommarspel i ett vinterspel. Under dag åtta av spelen avslutade Kanada kvalet i ishockey med fyra segrar och en målskillnad på 110–3 mot Schweiz, Tjeckoslovakien, Sverige, och Storbritannien. Två dagar senare uppstod en liknande situation som den Grafström hamnade i, då det kanadensiska ishockeylaget blev de sista att försvara ett guld från ett sommar-OS i ett vinter-OS. Kanada kom att dominera tävlingarna i ishockey vid olympiska spelen då de vann sex av de första sju gulden.

### Efter spelen
1925 beslutade IOK att organisera vinterspel vart fjärde år, att dessa spel skulle ha officiell status olympiska vinterspel och att spelen i Chamonix 1924 var de första av dessa.
1974, 50 år efter spelen, delades en bronsmedalj ut till Anders Haugen i backhoppningen. Han placerades först som fyra men efter att man upptäckt ett fel i resultatlistorna gällande trean Thorleif Haugs poäng placerades istället Haugen som trea.
2006 bekräftade IOK att medaljerna för curlingtävlingarna vid spelen i Chamonix var officiella efter tidningen Glasgow Heralds begäran på uppdrag av familjer till lagmedlemmar.

## Sporter
Medaljer delades ut i 16 grenar, i nio sporter. 
- Backhoppning
- Bob
- Curling
- Ishockey
- Längdskidåkning
- Konståkning
- Militärpatrull
- Nordisk kombination
- Hastighetsåkning på skridskor

### Kalender
Spelen pågick under 13 dagar, från 24 januari till 5 februari. Däremellan avgjordes 16 grenar. Utöver de 16 planerade grenarna delades det även ut en medalj i bergsklättring.
| ● | Öppningsceremoni | ● | Kval | ● | Final | ● | Avslutningsceremoni |

| Datum                           | Datum                           | 24 | 25 | 26 | 27 | 28 | 29 | 30 | 31 | 1 | 2 | 3 | 4 | 5 | Totalt |
| ------------------------------- | ------------------------------- | -- | -- | -- | -- | -- | -- | -- | -- | - | - | - | - | - | ------ |
| Öppnings-/avslutningsceremonier | Öppnings-/avslutningsceremonier | ●  |    |    |    |    |    |    |    |   |   |   |   | ● |        |
| Backhoppning                    | Backhoppning                    |    |    |    |    |    |    |    |    |   |   |   | 1 |   | 1      |
| Bob                             | Bob                             |    |    |    |    |    |    |    |    |   |   | 1 |   |   | 1      |
| Curling                         | Curling                         |    |    |    |    |    |    | 1  |    |   |   |   |   |   | 1      |
| Hastighetsåkning på skridskor   | Hastighetsåkning på skridskor   |    |    | 2  | 3  |    |    |    |    |   |   |   |   |   | 5      |
| Ishockey                        | Ishockey                        |    |    |    |    |    |    |    |    |   |   | 1 |   |   | 1      |
| Konståkning                     | Konståkning                     |    |    |    |    |    | 1  | 1  | 1  |   |   |   |   |   | 3      |
| Längdskidåkning                 | Längdskidåkning                 |    |    |    |    |    |    | 1  |    |   | 1 |   |   |   | 2      |
| Militärpatrull                  | Militärpatrull                  |    |    |    |    |    | 1  |    |    |   |   |   |   |   | 1      |
| Nordisk Kombination             | Nordisk Kombination             |    |    |    |    |    |    |    |    |   |   |   | 1 |   | 1      |
| Totalt                          | Totalt                          |    |    | 2  | 3  |    | 2  | 3  | 1  |   | 1 | 2 | 2 |   | 16     |
| Datum                           | Datum                           | 24 | 25 | 26 | 27 | 28 | 29 | 30 | 31 | 1 | 2 | 3 | 4 | 5 | Totalt |

## Anläggningar
Under spelen 1924 användes totalt tre anläggningar. Huvudstadion användes till alla förutom två sporter, och delvis till en tredje. Backhoppning, bob och delvis nordisk kombination hölls utanför stadion. 
| Anläggning                          | Sport | Publikkapacitet | Ref.  |
| ----------------------------------- | --- | --------------- | ----- |
| La Piste de Bobsleigh des Pellerins | Bob | Ingen info.     | [ 5 ] |
| Le Tremplin Olympique du Mont       | nordisk kombination (backhoppningen), backhoppning                                                                                      | Ingen info.     | [ 6 ] |
| Stade Olympique de Chamonix         | längdskidåkning, curling, Konståkning, ishockey, militärpatrull, nordisk kombination (längdskidåkningen), hastighetsåkning på skridskor | 45 000          | [ 7 ] |

### Efter spelen
Backhoppningsanläggningen användes vid världsmästerskapen i nordisk skidsport 1937. Anläggningen användes inte i världscupen förrän säsongen 1980/81 då norrmannen Roger Ruud vann. Backens sista världscuptävling hölls 1998 och vanns av finländaren Janne Ahonen. En slutlig tävling i backhoppning hölls på anläggningen, då i kontinentalcupen, i februari 2001.
Den sista tävlingen i längdskidåkning efter VM var också det en kontinentalcup, år 1999. För nordisk kombination har två tävlingar hållits på orten sedan VM, dessa var i världscupens underdivision.
Bobanläggningen revs och området använd numera för alpin skidåkning.
Olympiastadion finns fortfarande kvar i Chamonix.
Chamonix var en del av Annecys ansökan om olympiska vinterspelen 2018. Om staden hade valts skulle Chamonix hållit i alpin skidåkning och ishockey.

## Deltagande nationer
Totalt 16 länder deltog i spelen. En idrottare från Estland var anmäld till tävlingarna i skridsko men deltog inte.

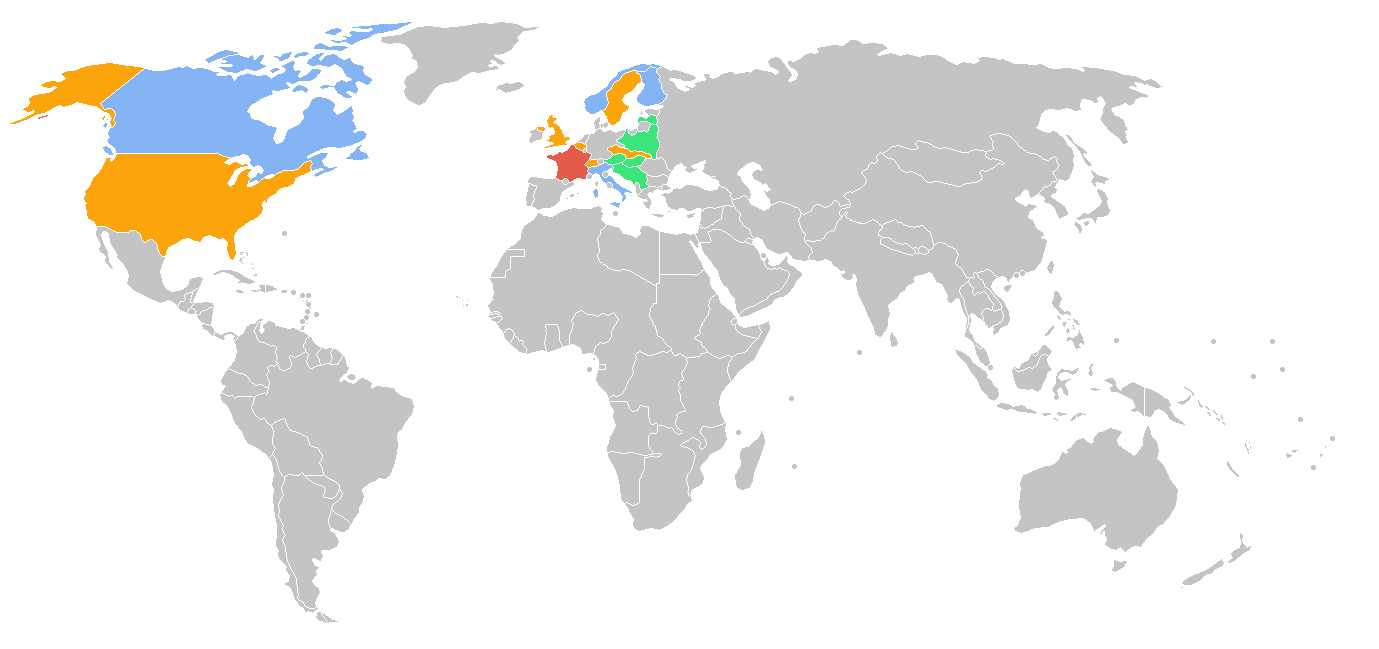
Nationer som deltog:
grå: inga deltagare
grön: 1-10 deltagare
blå: 11-20 deltagare
orange: 21-30 deltagare
röd: över 30 deltagare

| - Belgien - Finland - Frankrike - Italien | - Lettland - Kanada - Jugoslavien - Norge | - Polen - Schweiz - Storbritannien - Sverige | - Tjeckoslovakien - Ungern - USA - Österrike |

## Medaljfördelning
Se även: 
- Medaljfördelning vid olympiska vinterspelen 1924
- Vinnare av medaljer i olympiska vinterspelen 1924

      Värdnation (Frankrike)
| Pl.    | Nation         | Guld | Silver | Brons | Totalt |
| ------ | -------------- | ---- | ------ | ----- | ------ |
| 1      | Norge          | 4    | 7      | 6     | 17     |
| 2      | Finland        | 4    | 4      | 3     | 11     |
| 3      | Österrike      | 2    | 1      | 0     | 3      |
| 4      | Schweiz        | 2    | 0      | 1     | 3      |
| 5      | USA            | 1    | 2      | 1     | 4      |
| 6      | Storbritannien | 1    | 1      | 2     | 4      |
| 7      | Sverige        | 1    | 1      | 0     | 2      |
| 8      | Kanada         | 1    | 0      | 0     | 1      |
| 9      | Frankrike      | 0    | 0      | 3     | 3      |
| 10     | Belgien        | 0    | 0      | 1     | 1      |
| Totalt | Totalt         | 16   | 16     | 17    | 49     |